# Melis Sezen
Melis Sezen (Silivri, 2 gennaio 1997) è un'attrice e ballerina turca, nota per aver interpretato il ruolo di Deren Kutlu nella serie Come sorelle (Sevgili Geçmiş) e per quello di Deva Nakkaşoğlu nella serie La rosa della vendetta (Gülcemal).

## Biografia
Nata nel 1997 a Silivri, in provincia di Istanbul (Turchia) da madre di origine turca immigrata da Salonicco, nell'Impero ottomano, Nursel, e da padre di origine albanese-macedone, Cüneyt Sezen, Melis ha un fratello minore, Polat. Nata e cresciuta in una famiglia di imprenditori, oltre al turco, parla fluentemente l'inglese. In un'intervista, ha dichiarato che la sua famiglia era favorevole alla sua decisione di iniziare a lavorare come attrice teatrale, e in un'altra intervista ha aggiunto che è stata sua madre a scoprire il suo interesse per la recitazione e l'ha iscritta al Müjdat Gezen Art Center.
Dall'età di dodici anni ha iniziato a recitare in teatro e durante l'adolescenza ha studiato teatro per un anno presso il Müjdat Gezen Art Center. Ha completato l'istruzione secondaria presso la Selimpaşa Atatürk Anatolian High School. Ha ottenuto un ruolo nella commedia teatrale Cümbüş-ü Hospital presso il teatro Ali Solmaz di Silivri. Successivamente ha continuato la sua formazione universitaria e si è laureata presso il dipartimento di media e arti visive dell'Università di Koç.
Nel 2016 ha interpretato il ruolo di Yasemin nella serie in onda su Show TV Arkadaşlar İyidir. Nel 2016 e nel 2017 ha ricoperto il ruolo di Asya Turan nella serie in onda su Star TV Hayat Bazen Tatlıdır. Nel 2017 e nel 2018 ha interpretato il ruolo di Ebru Sancak nella serie in onda su Star TV Siyah İnci.
Nel 2018 ha interpretato il ruolo di Aylin nel film Tilki Yuvası diretto da Umut Burçin Gülseçgin. Nello stesso anno ha ricoperto il ruolo di Esra Atman nel film Bold Pilot - Leggenda di un campione (Bizim İçin Şampiyon) diretto da Ahmet Katıksız. L'anno successivo, nel 2019, ha interpretato il ruolo di Gizem nel film Dünya Hali diretto da Ömer Can. Nello stesso anno ha ricoperto il ruolo di Beren nel film Mucize 2: Aşk diretto da Mahsun Kırmızıgül. Sempre nel 2019 ha ricoperto il ruolo di Burcu nella web serie di YouTube İçten Sesler Korosu.
Nel 2019 ha interpretato il ruolo di Yasemin Adıvar Yenilmez nella serie in onda su Kanal D Leke. Nello stesso anno è stata scelta per interpretare il ruolo di Deren Kutlu nella serie in onda su Star TV Come sorelle (Sevgili Geçmiş), insieme alle attrici Ece Uslu, Sevda Erginci, Elifcan Ongurlar e Özge Özacar. L'anno successivo, nel 2020, ha interpretato il ruolo di Nazan Hanım nella serie in onda su TRT 1 Ya İstiklal Ya Ölüm. Nello stesso anno ha ricoperto il ruolo di Merve nel film Kovala diretto da Burak Kuka.
Dal 2020 al 2022 ha interpretato il ruolo di Derin Güçlü Arslan nella serie in onda su Kanal D Sadakatsiz. Nel 2021 ha interpretato il ruolo di Hayat Kadını nella web serie di Netflix Fatma. Nello stesso anno ha preso parte allo spot pubblicitario Turkcell. Sempre nel 2021 ha recitato nel film Tilki Yuvasi diretto da Umut Burçin Gülseçgin. Nel 2022 ha partecipato come giudice nel programma televisivo in onda su Fox Maske Kimsin Sen? ed ha preso parte al programma televisivo in onda su TV8 O Ses Türkiye Yılbaşı Özel.  L'anno successivo, nel 2023, è stata scelta per interpretare il ruolo della protagonista Deva Nakkaşoğlu nella serie in onda su Fox La rosa della vendetta (Gülcemal), accanto all'attore Murat Ünalmış.
Nel 2024 ha interpretato il ruolo di Mediha Boler nel film Bir Cumhuriyet Şarkısı diretto da Yağız Alp Akaydın. Nello stesso anno ha ricoperto il ruolo di Asena nel film Şımarık diretto da Onur Ünlü, accanto all'attore Kerem Bürsin. Nel 2024 e nel 2025 ha ottenuto il ruolo di İmre Karan nella serie in onda su Show TV Deha. Nel 2025 ha ricoperto il ruolo di Duru nella web serie di Disney+ Ten e quello di Alex nel film Masha's Mushroom diretto da White Cross.

## Filmografia

### Cinema
- Tilki Yuvası, regia di Umut Burçin Gülseçgin (2018)
- Bold Pilot - Leggenda di un campione (Bizim İçin Şampiyon), regia di Ahmet Katıksız (2018)
- Dünya Hali, regia di Ömer Can (2019)
- Mucize 2: Aşk, regia di Mahsun Kırmızıgül (2019)
- Kovala, regia di Burak Kuka (2020)
- Tilki Yuvasi, regia di Umut Burçin Gülseçgin (2021)
- Bir Cumhuriyet Şarkısı, regia di Yağız Alp Akaydın (2024)
- Şımarık, regia di Onur Ünlü (2024)
- Masha's Mushroom, regia di White Cross (2025)

### Televisione
- Arkadaşlar İyidir – serie TV, 10 episodi (Show TV, 2016)
- Hayat Bazen Tatlıdır – serie TV, 26 episodi (Star TV, 2016-2017)
- Siyah İnci – serie TV, 20 episodi (Star TV, 2017-2018)
- Leke – serie TV, 9 episodi (Kanal D, 2019)
- Come sorelle (Sevgili Geçmiş) – serie TV, 8 episodi (Star TV, 2019)
- Ya İstiklal Ya Ölüm – miniserie TV, 12 episodi (TRT 1, 2020)
- Sadakatsiz – serie TV, 60 episodi (Kanal D, 2020-2022)
- La rosa della vendetta (Gülcemal) – serie TV, 13 episodi (Fox, 2023)
- Deha – serie TV, 31 episodi (Show TV, 2024-2025)

### Web TV
- İçten Sesler Korosu – web serie, 2 episodi (YouTube, 2019)
- Fatma – web serie, 1 episodio (Netflix, 2021)
- Ten – web serie (Disney+, 2025)

## Programmi televisivi
- Maske Kimsin Sen? (Fox, 2022) - giurata
- O Ses Türkiye Yılbaşı Özel (TV8, 2022) - guest star

## Spot pubblicitari
- Turkcell (2021)

## Doppiatrici italiane
Nelle versioni in italiano dei suoi film e delle sue serie TV, Melis Sezen è stata doppiata da:
- Roisin Nicosia[75] in Come sorelle,[76] ne La rosa della vendetta[77]

## Riconoscimenti
- International İzmit Film Festival
  - 2020: Candidata come Miglior attrice non protagonista in un film per Mucize 2: Ask
- Pantene Golden Butterfly Awards
  - 2021: Vincitrice come Stella nascente[78]
- Turkey Youth Awards
  - 2021: Candidata come Miglior attrice cinematografica per il film Mucize 2: Ask